# Ясиноватка (Онуфриевская поселковая община)
Ясиноватка (укр. Ясинуватка) — село в Онуфриевской поселковой общине Александрийского района Кировоградской области Украины
До 2020 года входило в Онуфриевский район
Население по переписи 2001 года составляло 53 человека. Почтовый индекс — 28122. Телефонный код — 5238. Код КОАТУУ — 3524683602.
Могильник Ясиноватка днепро-донецкой культуры у днепровских порогов стоит на высоком берегу реки. Датируется первой половиной V тыс. до н. э. Является, как и Васильевка II, наиболее древним среди могильников днепро-донецкой культуры. И. Д. Потехина у черепов из Ясиноватки выделила два разных антропологических типа: мужские черепа — европеоидные, женские черепа — монголоидные (ближайшие аналогии к черепам ранних финно-угров обнаруживаются в могильнике Фофаново на правом берегу Селенги в Прибайкалье, VI тыс. до н. э.). Т. И. Алексеева и археолог В. И. Неприна предполагают, что появление брахикранного компонента у днепро-донецких племён связано с контактом этих племён с популяциями культуры ямочно-гребенчатой керамики.